# 上尾市健康プラザわくわくランド
上尾市健康プラザわくわくランド（あげおしけんこうプラザわくわくランド）は、埼玉県上尾市大字西貝塚にある、西貝塚環境センターのごみ焼却による余熱利用の公営施設。

## 設備
1階
- 温水のスイムプール、スライダープールなどを備えたアクアゾーン
- 男女別の風呂とサウナ

2階
- トレーニングジム
- ミニシアター
- 畳コーナー
- 多目的室
  - など

## 建物
- 鉄筋コンクリート造2階建（地下1階、地上2階）
- 延床面積：約3,577m2[1]

## 沿革
- 2001年（平成13年）11月6日 - 開館[1][2]。ぐるっとくんの停留所も合わせて設置された。

## 利用案内
- 開館時間:午前10時から午後9時
- 休館日:水曜日（祝日の場合はその翌日）、年末年始（12月31日〜1月2日）その他臨時休館

## 交通
東日本旅客鉄道（JR東日本）上尾駅西口・大宮駅西口・西大宮駅北口・指扇駅北口から東武バス利用、「わくわくランド」または近傍の「リハビリセンター」か「リハビリセンター入口」下車。詳細は公式サイトのアクセスを参照。